# Samba Traoré
Samba Traoré è un film del 1992 diretto da Idrissa Ouédraogo.
La pellicola ha vinto l'Orso d'argento al Festival internazionale del cinema di Berlino del 1993.

## Trama
Samba Traoré torna al villaggio natio dopo aver vissuto a lungo in città. Il paese rurale lo accoglie festosamente anche perché Samba sembra aver fatto fortuna nella grande città. Samba è comunque un uomo generoso. Con parte del suo denaro compra una mandria per il villaggio e inoltre si innamora e sposa una donna rimasta sola con un figlio di nove anni a cui si affeziona presto.
Per rallegrare il villaggio decide di costruire un piccolo Bar in cui si possa riunire la comunità, cosa che crea invidie e sospetti. In effetti Samba ha un segreto. La sua fortuna è frutto di una rapina a un distributore di benzina. Una sera, infatti, nella città di Ouagadougou si sentirono dei colpi di arma da fuoco dovuti a una rapina a Faso Oïl. Un bandito rimase ucciso, ma il bottino venne recuperato da un secondo. I  personaggi in questione erano Samba e il suo amico. Sta di fatto che tutto sembra andare per il meglio, fino a quando sua moglie non deve andare a partorire in città, dove Samba è ricercato e qualcuno non scopre la pistola con cui ha rapinato il distributore.

## Critica
Il film mette in scena il classico contrasto tra città, luogo di perdizione e di durezza sociale, con la campagna, luogo dei valori arcaici e della solidarietà tra i membri della comunità. Denso di scene corali e dall'ambientazione all'aperto rende molto bene lo scorrere della vita di un villaggio rurale africano della fine del secolo scorso.